# José Cardús Aguilar
José Cardús Aguilar (Barcellona, 19 ottobre 1917 – Barcellona, 29 dicembre 2006) è stato un calciatore spagnolo, di ruolo difensore.

## Palmarès

### Competizioni nazionali
- Coppa di Spagna: 1

Espanyol: 1940